# Courcelles-sous-Thoix
Courcelles-sous-Thoix är en kommun i departementet Somme i regionen Hauts-de-France i norra Frankrike. Kommunen ligger i kantonen Conty som tillhör arrondissementet Amiens. År 2022 hade Courcelles-sous-Thoix 66 invånare.

## Befolkningsutveckling
Antalet invånare i kommunen Courcelles-sous-Thoix
| Referens: INSEE |